# Hartwith cum Winsley
Hartwith cum Winsley est une paroisse civile du Yorkshire du Nord, en Angleterre.